# Acta Zoologica Cracoviensia
Acta Zoologica Cracoviensia es una revista revisada por pares de acceso rápido y abierto publicada por el Instituto de Sistemática y Evolución de los Animales de la Academia Polaca de Ciencias. Su jefe de redacción es Ewa Krzemińska.
La revista se creó en 1956, y los números comenzaron a estar disponibles en línea a partir de diciembre de 2004. De 2005 a 2011, la revista se dividió en dos series:
- Acta Zoologica Cracoviensia – Serie A: Vertebrados.
- Acta Zoologica Cracoviensia - Serie B: Invertebrados.

Desde 2018, la revista pasó a un modelo de publicación únicamente electrónica. La revista cubre la sistemática, filogenia, biogeografía, ecología y paleontología de animales, incluidas descripciones de especies individuales. Algunas de las publicaciones más citadas de la revista son informes paleontológicos.